# Christine Witty
Christine Diane Witty (conocida como Chris Witty; West Allis, 23 de junio de 1975) es una deportista estadounidense que compitió en patinaje de velocidad sobre hielo y en ciclismo en pista. Es abiertamente lesbiana.
Participó en cuatro Juegos Olímpicos de Invierno, entre los años 1994 y 2006, obteniendo tres medallas, plata y bronce en Nagano 1998, en 1000 m y 1500 m, y oro en Salt Lake City 2002, en 1000 m. Además, en los Juegos Olímpicos de Sídney 2000 participó como ciclista y finalizó quinta en la prueba de 500 m contrarreloj.
Ganó tres medallas en el Campeonato Mundial de Patinaje de Velocidad sobre Hielo en Distancia Individual entre los años 1996 y 2000, y cuatro medallas en el Campeonato Mundial de Patinaje de Velocidad sobre Hielo en Distancia Corta entre los años 1996 y 2000.

## Palmarés internacional
| Juegos Olímpicos                           | Juegos Olímpicos                | Juegos Olímpicos  | Juegos Olímpicos      |
| Año                                        | Lugar                           | Medalla           | Prueba                |
| ------------------------------------------ | ------------------------------- | ----------------- | --------------------- |
| 1998                                       | Nagano (Japón)                  | Medalla de plata  | 1000 m                |
| 1998                                       | Nagano (Japón)                  | Medalla de bronce | 1500 m                |
| 2002                                       | Salt Lake City (Estados Unidos) | Medalla de oro    | 1000 m                |
| Campeonato Mundial en Distancia Individual |                                 |                   |                       |
| Año                                        | Lugar                           | Medalla           | Prueba                |
| 1996                                       | Hamar (Noruega)                 | Medalla de plata  | 1000 m                |
| 1998                                       | Calgary (Canadá)                | Medalla de oro    | 1000 m                |
| 2000                                       | Nagano (Japón)                  | Medalla de bronce | 1000 m                |
| Campeonato Mundial en Distancia Corta      |                                 |                   |                       |
| Año                                        | Lugar                           | Medalla           | Prueba                |
| 1996                                       | Heerenveen (Países Bajos)       | Medalla de oro    | Clasificación general |
| 1997                                       | Hamar (Noruega)                 | Medalla de bronce | Clasificación general |
| 1998                                       | Berlín (Alemania)               | Medalla de bronce | Clasificación general |
| 2000                                       | Seúl (Corea del Sur)            | Medalla de plata  | Clasificación general |